# Barbieria
Barbieria é um género botânico pertencente à família Fabaceae.
O género foi descrito por Augustin Pyramus de Candolle e publicado em Prodromus Systematis Naturalis Regni Vegetabilis 2: 239. 1825. A espécie-tipo é Barbieria polyphylla (Poir.) DC. O género é aceite por diversos autores. Tem um género homónimo, Barbieria Spreng., publicado em Genera Plantarum 2: 587. 1831.
O género tem espécies descritas e apenas uma e aceite, Barbieria pinnata (Pers.) Baill.
Trata-se de um género reconhecido pelo sistema de classificação filogenética Angiosperm Phylogeny Website.